# Тёрнер, Боб
Роберт Джордж Тёрнер (англ. Robert George Turner; 31 января 1934, Реджайна — 7 февраля 2005, Реджайна) — канадский хоккеист и тренер; известен как Боб Тёрнер, в качестве игрока пятикратный обладатель Кубка Стэнли в составе «Монреаль Канадиенс» (1956, 1957, 1958, 1959, 1960), шестикратный участник матчей всех звёзд НХЛ.

## Биография

### Игровая карьера
После нескольких сезонов на молодёжном уровне за «Реджайна Пэтс» и «Шавиниган Катарактс Фоллс», присоединился к «Монреаль Канадиенс», в котором стал одним из ключевых защитников, благодаря своей результативности и силовым качествам. С «Канадиенс» он выиграл пять Кубков Стэнли подряд; в сезоне 1958/59 став одним из результативных защитников, заработав за сезон 28 очков (4+24).
В 1961 году был обменян в «Чикаго Блэкхокс», в котором отыграл два сезона; при этом в своём первом сезоне он забросил 8 шайб, установив свой рекорд по заброшенным шайбам за сезон.
По окончании сезона перешёл в «Баффало Байзонс», где отыграл последний сезон в карьере, после чего завершил карьеру в возрасте 30 лет.

### Постигровая карьера
По окончании карьеры работал в «Реджайне Пэтс» в качестве главного тренера и генерального менеджера.

### Смерть
Скончался 7 февраля 2005 года в родной Реджайне в возрасте 71 года.